# Koninkrijk Gwynedd
Gwynedd was een koninkrijk in het middeleeuwse Wales dat qua gebied overeenkwam met de huidige county Gwynedd. Het ontstond in de 5e eeuw in Subromeins Brittania uit de gebieden van de Venedotia. Nennius herleidde de stichting van Gwynedd tot Cunedda die volgens hem vanuit Gododdin in zuidelijk Schotland naar Wales gekomen zou zijn.
Gwynedd was verdeeld in twee delen langs de rivier Conwy. Het westelijke deel, Gwynedd Uwch Conwy, vormde de oorsprong van het rijk, het oostelijke deel, Gwynedd Is Conwy, werd soms bedreigd door de Engelsen in Chester of Powys.

## Koningen en prinsen van Gwynedd
- Cunedda Wledig ap Edern (c.450-c.460)
- Einion Yrth ap Cunedda (c.470-c.480)
- Cadwallon Lawhir ap Einion (c.500-c.534)
- Maelgwn Hir ap Cadwallon (c.520-c.547)
- Rhun Hir ap Maelgwn (c.547-c.580)
- Beli ap Rhun (c.580-c.599)
- Iago ap Beli (c.599-c.613)
- Cadfan ap Iago (c.613-c.625)
- Cadwallon ap Cadfan (c.625-634)
- Cadafael Cadomedd ap Cynfeddw (634-c.655)
- Cadwaladr ap Cadwallon (c.655-c.682)
- Idwal Iwrch ap Cadwaladr (c.682-c.720)
- Rhodri Molwynog ap Idwal (c.720-c.754)
- Caradog ap Meirion (c.754-c.798)
- Cynan Dindaethwy ap Rhodri (c.798-816)
- Hywel ap Rhodri Molwynog (814-825)
- Merfyn Frych ap Gwriad (825-844)
- Rhodri Mawr ap Merfyn (844-878)
- Anarawd ap Rhodri (878-916)
- Idwal Foel ab Anarawd (916-942)
- Hywel Dda ap Cadell (942-950)
- Iago ab Idwal (950-979)
- Ieuaf ab Idwal (950-969)
- Hywel ab Ieuaf (974-985)
- Cadwallon ab Ieuaf (985-986)
- Maredudd ab Owain (986-999)
- Cynan ap Hywel (999-1005)
- Aeddan ap Blegywryd (1005-1018)
- Llywelyn ap Seisyll (1018-1023)
- Iago ab Idwal ap Meurig (1023-1039)
- Gruffydd ap Llywelyn (1039-1063)
- Bleddyn ap Cynfyn (1063-1075)
- Trahaearn ap Caradog (1075-1081)
- Gruffydd ap Cynan (1081-1137)
- Owain Gwynedd ap Gruffydd (1137-1170)
- Maelgwn ab Owain Gwynedd (1170-1173)
- Dafydd ab Owain Gwynedd (1170-1195)
- Rhodri ab Owain Gwynedd (1170-1190)
- Llywelyn Fawr ap Iorwerth (1195-1240)
- Dafydd ap Llywelyn (1240-1246)
- Owain Goch ap Gruffydd (1246-1255)
- Llywelyn ap Gruffydd (1246-1282)
- Dafydd ap Gruffydd (1282-1283)
- Madog ap Llywelyn (1294-1295)
- Owain ap Tomas ap Rhodri (1372-1378)